# ミミック2
『ミミック2』（原題：Mimic 2）は、2001年のアメリカ合衆国のSFホラー映画（ビデオスルー）。ドナルド・A・ウォルハイムの同名の短編小説に触発されて作られた映画作品である。『ミミック』（1997年）の4年後を描く続編であり、2001年7月17日にVHSとDVDの形式で発売された。監督はジーン・デ・セゴンザック、脚本・製作はジョエル・ソワソン、出演はアリックス・コロムゼイとブルーノ・カンプスなど。
日本では、2002年5月18日にギャガ・ヒューマックスの配給で劇場公開された。2002年10月18日に株式会社フルメディアから『ミミックII』のタイトルでVHS（日本語字幕版：FMVR-1120／日本語吹替版：FMVR-1121）とDVD（FMDR-9012／パイオニアLDC：PIBF-7443）が同時発売された。パッケージとポスターのキャッチコピーは「暴走する遺伝子」。2013年12月4日にワーナー・ホーム・ビデオから『ミミック2』の正式タイトルでDVDとブルーレイが同時発売された。2021年5月21日にNBCユニバーサル・エンターテイメントから再発売されている。パッケージ裏では「『エイリアン2』『スピーシーズ 種の起源』の恐怖が加速する。大ヒット作『ミミック』の完全続編!」と宣伝している。

## ストーリー
ニューヨークの昆虫バイヤーのトランが殺される。グラスキー刑事は遺品のカバンの中にあった土やトランの職業から、「ユダの血統」事件を解決した昆虫学者スーザンの助手・レミーに相談する。レミーの周囲でも同様の事件が起きており、「ユダの血統」が彼女の側に近づいていた。

## キャスト
| 役名                       | 俳優                           | 日本語吹き替え                                                                       |
| -------------------------- | ------------------------------ | ------------------------------------------------------------------------------------ |
| レミー                     | アリックス・コロムゼイ         | 小山茉美                                                                             |
| クラスキー                 | ブルーノ・カンプス             | 小山力也                                                                             |
| サル                       | ギャヴィン・ユージン・ルーカス | 津村まこと                                                                           |
| ニッキー                   | ウィル・エステス               | 小野大輔                                                                             |
| モーリー・ディーヴァー校長 | ジョン・ポリト                 |                                                                                      |
| ダークスーツの男           | エドワード・アルバート         |                                                                                      |
| その他                     | N/A                            | 金尾哲夫、楠見尚己 高宮俊介、水野龍司 木村雅史、布目貞雄 井前由紀、中村公子 中地裕一 |
| 日本語版制作スタッフ       |                                |                                                                                      |
| 演出                       | 演出                           | 中村光宏                                                                             |
| 字幕翻訳                   | 字幕翻訳                       | 岡田壯平                                                                             |
| 吹替翻訳                   | 吹替翻訳                       | 子安則子                                                                             |
| 制作                       | 制作                           | ヴイ・ビジョンスタジオ                                                               |

## スタッフ
- 監督：ジーン・デ・セゴンザック（英語版）
- 製作総指揮：ベス・アン・キャラブロ、ケイリー・グラナット、ボブ・ワインスタイン、ハーベイ・ワインスタイン
- 製作：ジョエル・ソワソン（英語版）、マイク・リー
- 原作：ドナルド・A・ウォルハイム
- 脚本：ジョエル・ソワソン
- 音楽：ウォルター・ワーゾワ（英語版）
- 撮影：ネイサン・ホープ（英語版）
- 編集：カーク・M・モーリ（ドイツ語版）
- 特殊視覚効果：ジェイミーソン・ゴエイ
- 衣装デザイン：ジュリア・シュクレイア

## 映像特典
- 日本版劇場予告編
- オリジナル予告
- 日本版予告
- TVスポット(A,B)